# Clathrate d'ammoniac
Le clathrate d'ammoniac, ou clathrate hydrate d'ammoniac, est un composé cristallin formé d'eau et d'ammoniac, dans lequel l'arrangement spatial régulier des molécules H2O forme des cages pouvant enfermer une ou plusieurs molécules NH3.
Ce clathrate pourrait avoir été formé au cours de l'histoire précoce du Système solaire, et pourrait être présent aujourd'hui parmi les glaces du milieu interstellaire, des comètes et des satellites des planètes géantes. Il pourrait aussi avoir joué un rôle dans la formation d'acides aminés dans ces glaces.

## Existence et stabilité
Le clathrate d'ammoniac n'a pas encore été observé dans la nature, mais il a été synthétisé en 2012 par déposition directe en présence de méthane. Le clathrate d'ammoniac a été identifié par diffraction des rayons X et par spectrométrie Raman.
La stabilité ou la métastabilité du clathrate d'ammoniac a été caractérisée en 2018 grâce à des simulations numériques de type Monte-Carlo,. Les simulations ont été réalisées pour des températures de 100, 150 et 180 K et pour une vaste gamme de pressions partielles d'ammoniac. Le clathrate est stable à basse pression, et incorpore jusqu'à 8 molécules NH3 par maille (donc par cage). Quand la pression augmente le clathrate se déstabilise pour former de la glace amorphe, dans laquelle les molécules d'ammoniac remplacent partiellement les molécules d'eau.
Ces résultats sont étonnants car on pensait que les molécules piégées par les clathrates devaient être hydrophobes, et même que l'ammoniac devait inhiber leur formation.